# Slovenská nová vlna

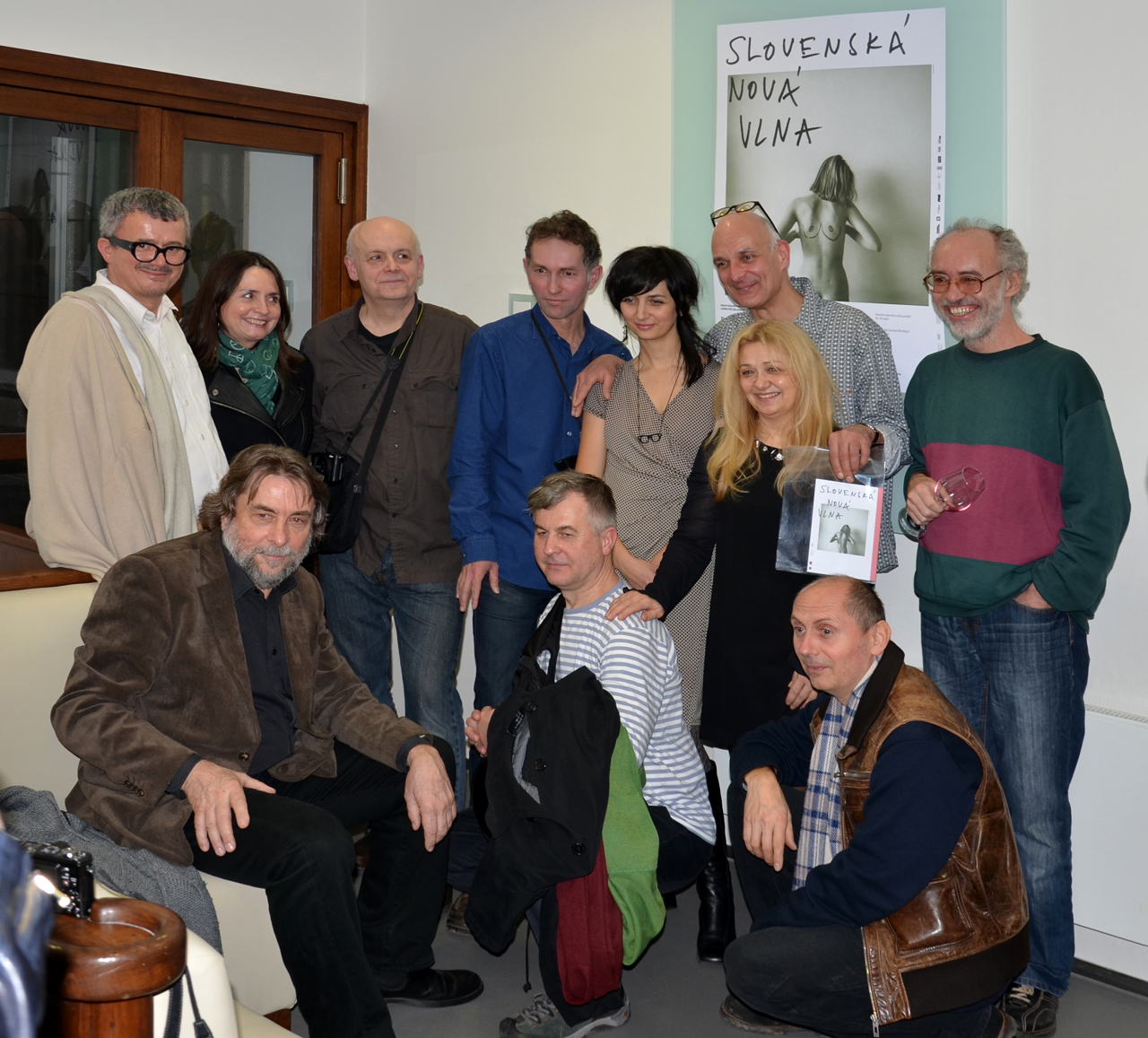
Slovenská nová vlna (2013)

Slovenská nová vlna je pojem, který zahrnuje několik slovenských fotografů, kteří koncem 70. let přišli do Prahy a studovali fotografii na FAMU. Svou hravou imaginativní tvorbou v první polovině 80. let nabourali zaběhlý pohled na tehdejší fotografii. Byli to Miro Švolík, Vasil Stanko, Tono Stano, Rudo Prekop, Peter Župník, Martin Štrba, Jano Pavlík a Kamil Varga.
Věnují se inscenované fotografii, akcentované erotice, odmítají vnější realitu a zviditelňují realitu vnitřní, jsou ironičtí vůči světu i vůči sami sobě a nechávají se ovlivňovat surrealismem, dadaismem a poetismem. Miro Švolík je proslulý svými promyšlenými stínovými konturami, montážemi a kolážemi mimo jiné i s jemným erotickým nádechem. Rudo Prekop se zajímá o symboliku zátiší z nalezených předmětů a velmi pečlivě připravenou kompozicí. V jeho pracích je čitelná postmoderní estetika.
Antonín Dufek popsal slovenskou novou vlnu slovy, že:
...navazují mimo jiné na tradici tzv. živých obrazů, dada, surrealismu a nových forem umění 70. let.

## Výstavy
- Slovenská nová vlna, 80. léta, 17. 12. 2013 - 16. 3. 2014, Dům fotografie, Revoluční 5, Praha 1, kurátoři: Tomáš Pospěch, Lucia L. Fišerová